# Last of the Ako Clan
Pour plus de détails, voir Fiche technique et Distribution.
Last of the Ako Clan (赤穂城断絶, Akō-jō danzetsu) est un film japonais réalisé par Kinji Fukasaku, sorti en 1978.

## Synopsis
Le film retrace l'histoire des 47 rōnin.

## Fiche technique
- Titre original : 赤穂城断絶 (Akō-jō danzetsu?)
- Titre anglais : Last of the Ako Clan
- Réalisation : Kinji Fukasaku
- Scénario : Kōji Takada
- Musique : Toshiaki Tsushima
- Photographie : Yoshio Miyajima et Hanjirō Nakazawa
- Décors : Norimichi Igawa
- Montage : Isamu Ichida
- Pays de production :  Japon
- Langue originale : japonais
- Format : couleur - 35 mm - 2,35:1 - son mono
- Genres : film historique, jidai-geki, film d'action,
- Durée : 158 minutes
- Dates de sortie :
  - Japon 28 octobre 1978[1]

## Distribution
- Sonny Chiba : Kazuemon Fuwa
- Kinnosuke Nakamura : Kuranosuke Ohishi
- Tsunehiko Watase : Heihachiro Kobayashi
- Masaomi Kondō : Heizaemon Hashimoto
- Toshiro Mifune : Chikara Tsuchiya
- Teruhiko Saigō : Takuminokami Asano
- Kyōko Enami : Ukibashi
- Mieko Harada : Hatsu
- Kensaku Morita : Hazama
- Gō Wakabayshi : Araki
- Yoshi Katō : Horibe Yahei
- Hideji Ōtaki : Yamada
- Mariko Okada : Riku Oishi
- Ichirō Nakatani : Kajikawa Yosobei
- Nobuo Kaneko : Kōzukenosuke Kira
- Shinsuke Ashida : Zusho Irobe
- Mikio Narita : Echunolami Katō
- Tetsurō Tanba : Yoshiyasu Yanagisawa
- Hiroki Matsukata : Denhachirō Tamon

## Distinctions
Sauf indication contraire, les informations mentionnées dans cette section peuvent être confirmées par la base de données cinématographiques IMDb,  présente dans la section « Liens externes ».
- 1979 : Yoshio Miyajima (en) est nommé pour le prix de la meilleure photographie pour Last of the Ako Clan et L'Empire de la passion aux Japan Academy Prize[2]